# Апостольский дворец
Апо́стольский дворе́ц (итал. Palazzo Apostolico, также Ватиканский дворец и Папский дворец) — официальная резиденция папы римского, расположенная в Ватикане. Официально — Дворец Сикста V (лат. Palatium Sixti V).
В комплекс зданий Апостольского дворца входят Папские апартаменты, правительственные учреждения Римско-католической церкви, несколько часовен, ватиканские музеи и библиотека Ватикана. Залы для аудиенций располагаются на третьем этаже дворца, среди них Климентинский зал, Зал консисторий, Большой и Малый тронные залы, папская библиотека (кабинет папы и помещение для частных аудиенций). На четвёртом этаже находятся помещения папского секретариата. Во дворце — более 1000 помещений, имеющих мировую известность, благодаря находящимся в них величайшим произведениям искусства — Сикстинская капелла и её знаменитые фрески потолка, выполненные Микеланджело (восстановленные в 1980—1990 годах) и Станцы Рафаэля.
До переноса столицы Италии в Рим в 1871 году летней резиденцией папы служил Квиринальский дворец. Другая папская резиденция находится в Латеранском дворце, а в городке Кастель-Гандольфо располагается загородная летняя резиденция.

## История постройки

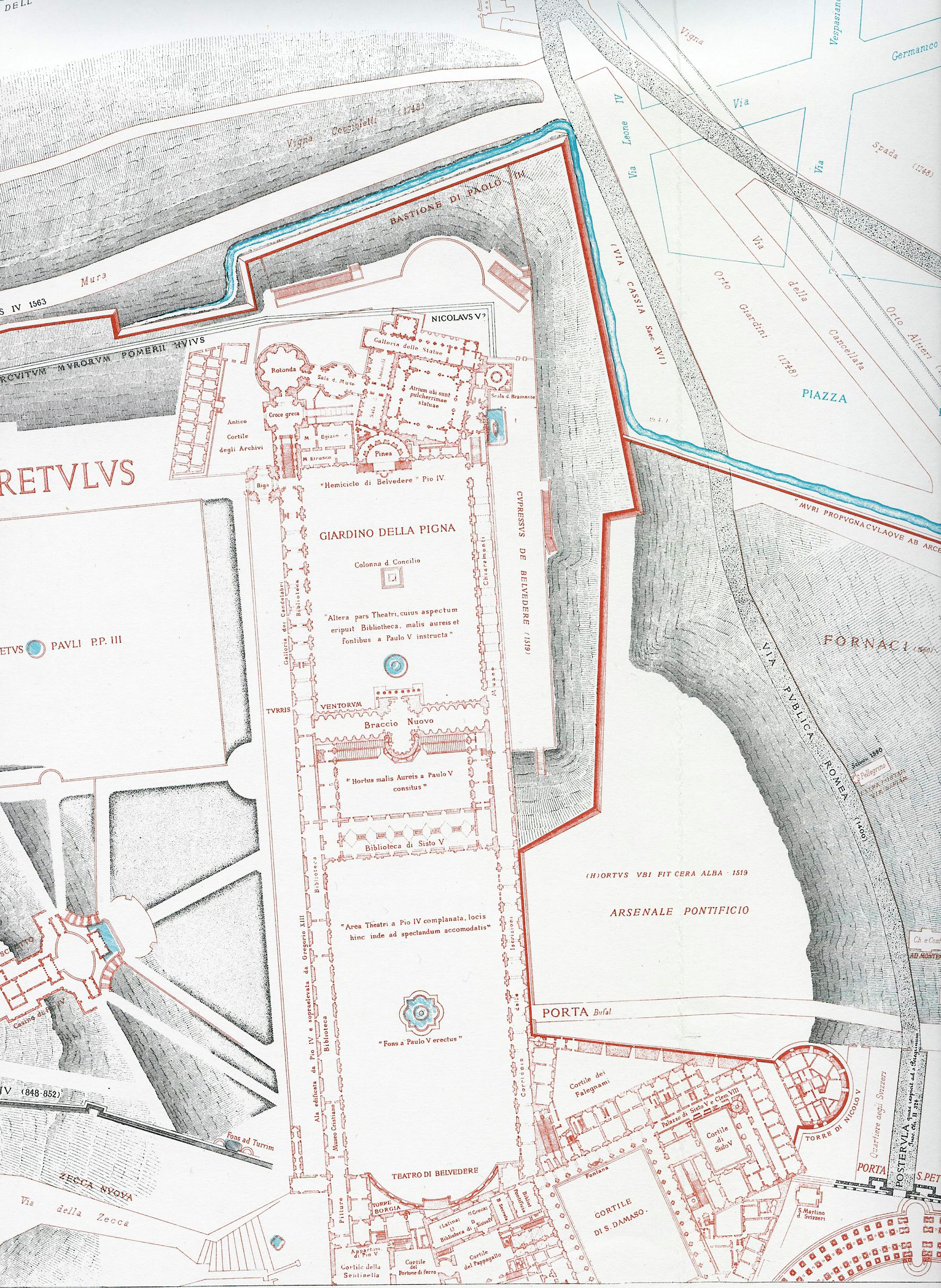
План северной части Апостольского дворца (Rodolfo Lanciani, 1893—1901)

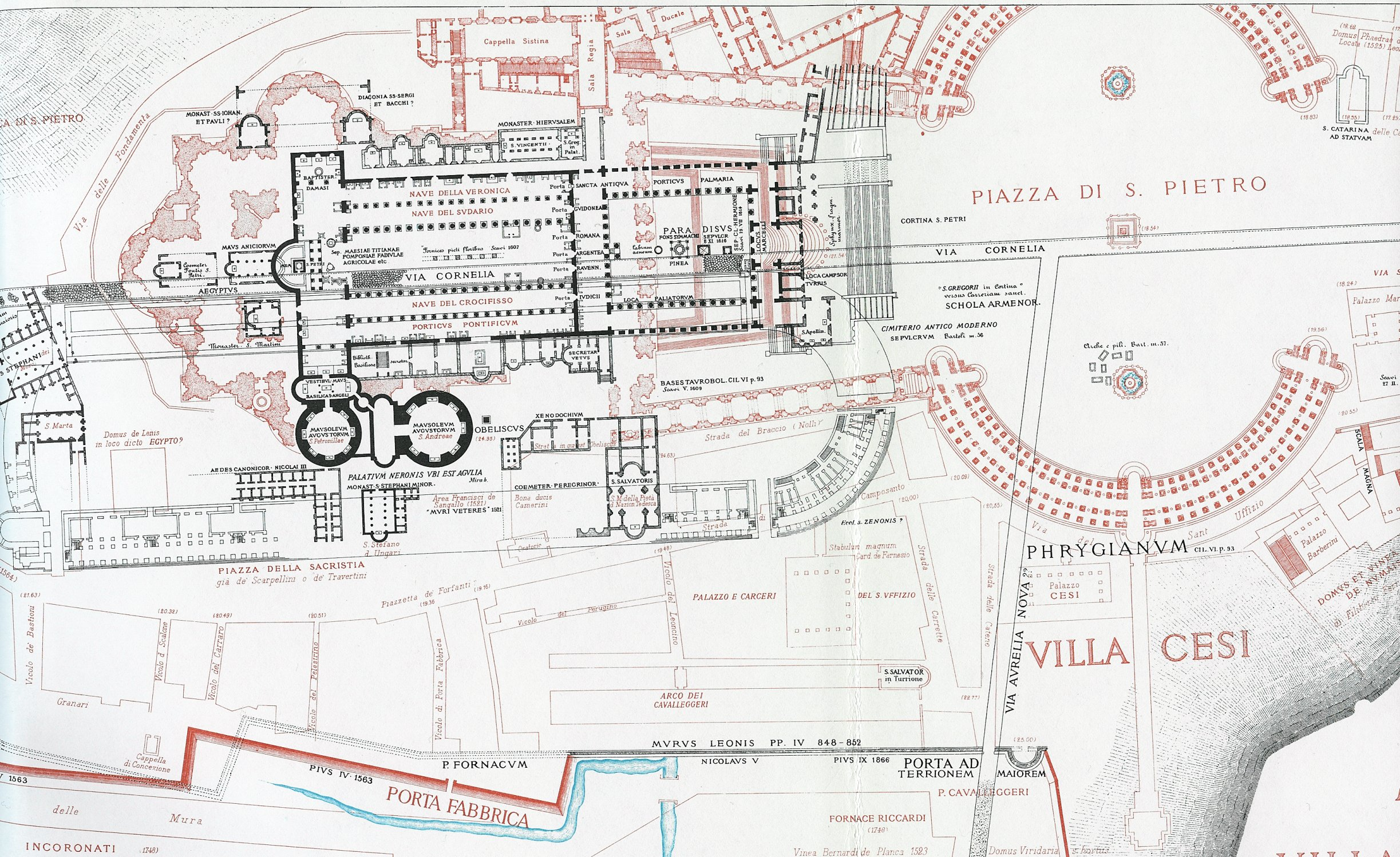
План южной части Апостольского дворца (Rodolfo Lanciani, 1893—1901)

О начале постройки Ватиканского дворца нет точных сведений, одни приписывают её Константину Великому, другие относят первоначальную постройку ко времени папы Симмаха (VI век). Достоверно только то, что во время приезда Карла Великого в Рим для коронования, резиденцией папы Льва III служил дворец на Ватиканском холме, но затем дворец был запущен, и резиденция папы перенесена в Латеранский дворец. Только со времени возвращения пап из Авиньона (1377) Ватикан стал постоянной папской резиденцией и расширился целым рядом грандиозных пристроек.
При Сиксте IV (1471) построена знаменитая Сикстинская капелла. При Иннокентии VIII (1490) воздвигнут вблизи от Ватикана Бельведерский дворец, который архитектором Донато Браманте был соединён с Ватиканом двумя великолепными галереями, по поручению папы Юлия II (1503). Браманте были также начаты окружающие двор св. Дамаза ложи, которые позже закончены и расписаны Рафаэлем и его учениками. Папой Павлом III построены капелла Паулинская и рядом с ней Царская зала (Sala regia). При Пии IV и Григории XIII появились северное и восточное крыла лож, а Сикст V построил поперечную галерею, в которой помещается Ватиканская апостольская библиотека. Климент XIV и Пий VI основали Музей Пия-Климента, а Пий VII — Музей Кьярамонти и провёл вторую поперечную галерею Браччио Нуово (1817—1822). Григорий XVI основал музеи Этрусский и Египетский, и, наконец, папа Пий IX покрыл стеклянной крышей Ложи Рафаэля и построил четвёртую стену двора Св. Дамаза.

## Описание дворца
Ватиканский дворец не представляет собою однородного архитектурного целого; это собрание дворцов, залов, галерей, капелл, по стилю и времени постройки, принадлежащих к разным эпохам и заключающих в себе беспримерное собрание сокровищ архитектуры, живописи и скульптуры. Во дворце насчитывают до 20 дворов, более 200 лестниц и 12000 комнат. По внешнему виду это неправильный четырёхугольник, тянущийся с юга на север в косом направлении от храма св. Петра. Продольные — восточный и западный фасады образованы двумя галереями, соединяющими старый Ватикан с Бельведером. Пространство между этими галереями разделено двумя поперечными галереями (Библиотечной и Браччио Нуово) на 3 двора. Первый, ближайший к Ватикану, называется «Бельведерским». В 3-м дворе разбит сад Giardino della Pigna. Другой большой сад (Girardino Pontifico) расположен на запад от дворца, на склоне холма, где находится вилла папы Пия IV, построенная Пирро Лигорио.

### Южная (старейшая) часть дворца
Главный вход в Апостольский дворец осуществляется через Бронзовые врата (Portone di Bronzo). Ворота традиционно охраняются швейцарскими гвардейцами и используются для приёма официальных лиц и делегаций. Бронзовые врата находятся со стороны правого крыла колоннады Собора Святого Петра, близ конной статуи Константина Великого. Пройдя через врата, посетитель попадает на Царскую лестницу (scala Regia) с великолепной ионической колоннадой (спроектирована Джованни Лоренцо Бернини, построена при Урбане VIII). Лестница ведёт в Царский зал (Sala Regia), служащий вестибюлем перед Сикстинской и Паолинской капелл. Sala Regia украшена фресками Вазари, Саммакини, братьев Цуккаро, Сальвиати и Сичоланте.

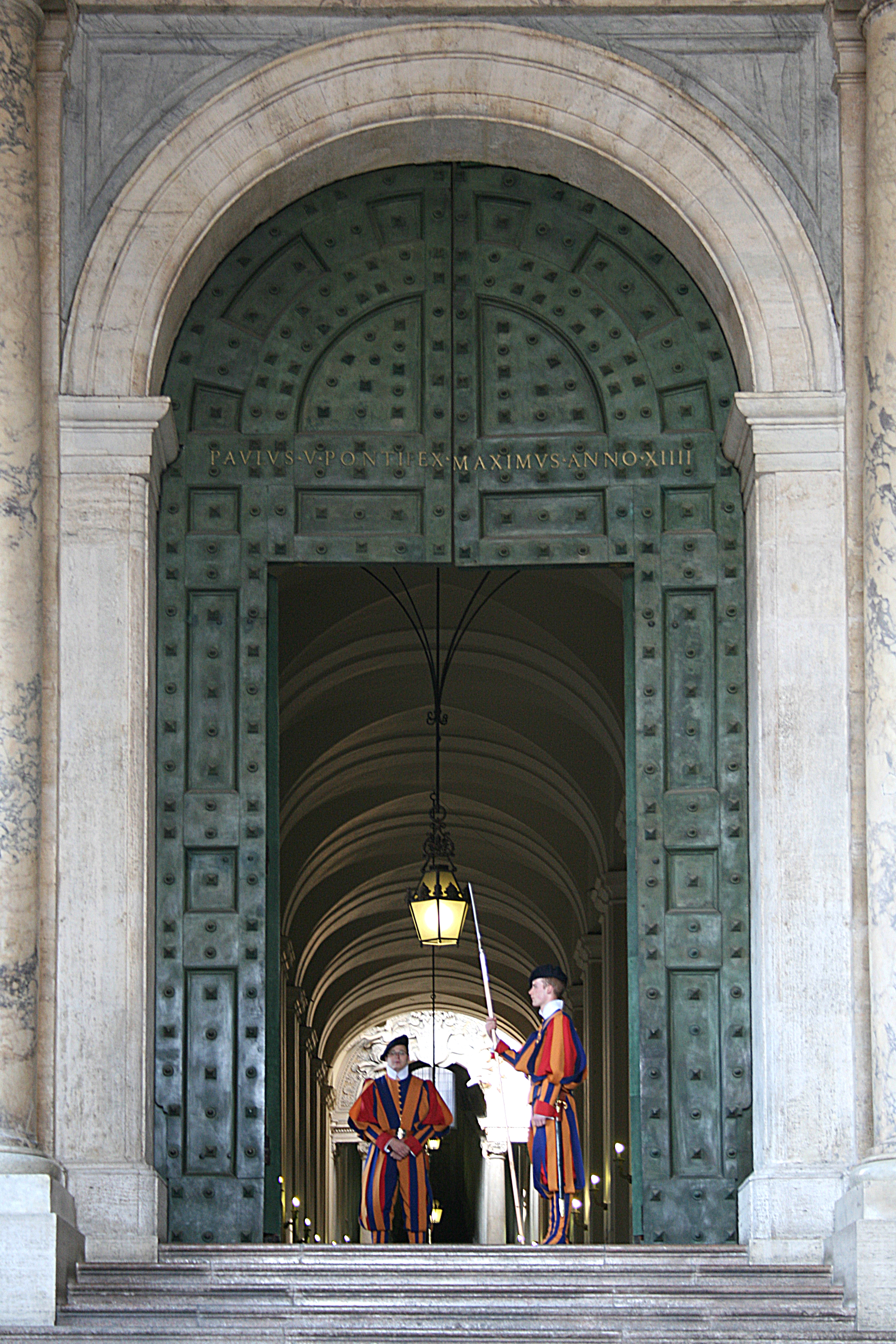
Бронзовые врата на входе в Апостольский дворец Ватикана

Капелла Паолина замечательна фресками Микеланджело («Обращение апостола Павла» и «Распятие апостола Петра»), значительно пострадавшими от копоти восковых свечей. Во время Пасхи здесь совершается богослужение. На втором этаже находятся знаменитые Лоджии Рафаэля и четыре комнаты, так называемые «Станцы Рафаэля», которые Рафаэль с своими учениками расписал по поручению пап Юлия II и Льва Χ (1508—1520). Зала Константина ведёт в Sala de Chiroscuri (Зал росписей в манере кьяроскуро), откуда выходят с одной стороны в капеллу San Lorenzo, с фресками Фра Анджелико, а с другой — в Лоджии. Но главный путь в Лоджии идёт из двора Святого Дамасия по великолепной лестнице из 118 ступеней, построенной при папе Пие IX.
В XIX веке в пяти залах третьего этажа, позади Лоджий Рафаэля, была расположена Ватиканская картинная галерея, которая заключала небольшое число картин, являющихся лучшими произведениями великих мастеров. Затем 19 марта 1908 года в одном из крыльев Бельведерского дворца была открыта Ватиканская пинакотека, для которой в 1932 году  по заказу папы Пия XI было построено новое здание.
Собственные апартаменты папы и зала аудиенций расположены вокруг двора Святого Дамасия, со стороны Собора Святого Петра.

### Бельведерский дворец

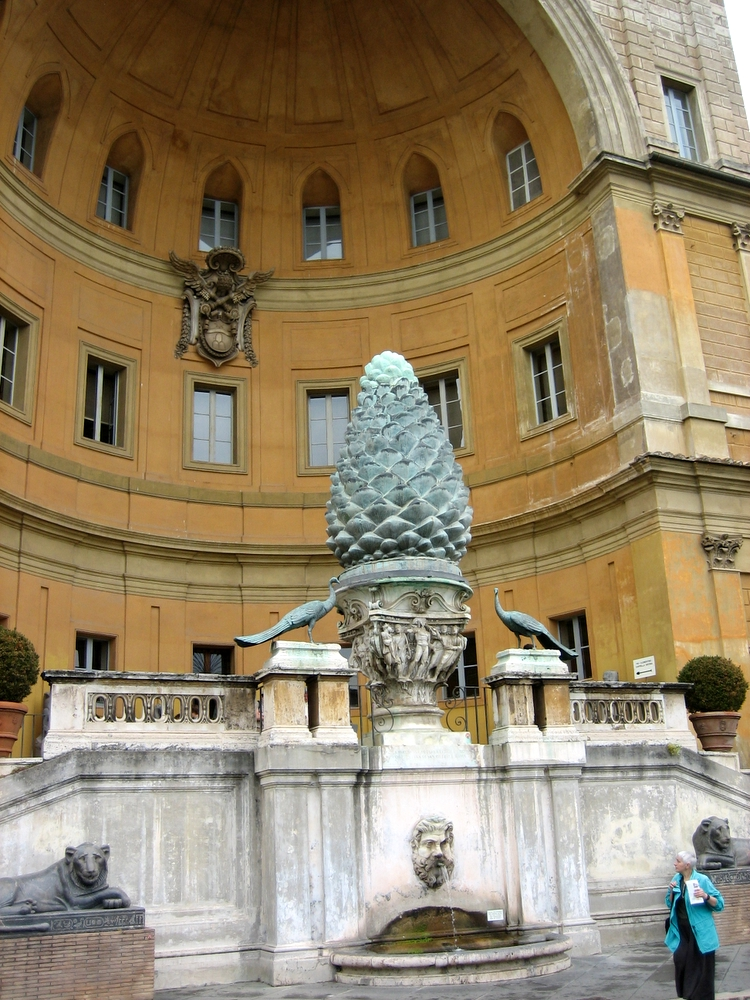
Ниша Бельведера и бронзовый римский фонтан в форме шишки

Сад della Pigna («шишки»)

Бельведерский дворец занят музеем Пио-Клементино. В музей ведут 2 вестибюля: четырёхугольный, со знаменитым бельведерским торсом Геркулеса, и круглый, откуда открывается вид на панораму города Рима. Рядом с круглым вестибюлем — зала Мелеагра, где выставлена статуя этого мифического охотника. Из круглого вестибюля входят в восьмиугольный внутренний двор, окружённый портиком, поддерживаемым 16 гранитными колоннами. Под портиком расставлены саркофаги, алтари, купели, барельефы, все почти замечательной античной работы. В четырёхугольных нишах красуются всемирно известные статуи: Аполлон Бельведерский, Лаокоон и его сыновья, Гермес Бельведерский и Персей Кановы.
Из этого двора вступают в галерею Статуй, где между другими произведениями находятся Аполлон Савроктонский и Купидон Праксителя, Спящая Ариадна. Отсюда через залу Зверей (названную по коллекции замечательно исполненных скульптурных фигур животных) вступают в залу Муз, восьмиугольную, поддерживаемую 16 колоннами из каррарского мрамора, с античными статуями Аполлона Массагетского и муз, найденных в Тиволи. Зала Муз ведет в Круглую залу, с куполом на 10 мраморных колоннах, с полом из античной мозаики, найденной в Отриколи. В этой зале находятся бассейн из красного порфира, единственный в своем роде по величине и красоте, статуи Антиноя, Цереры, Юноны, Геркулеса и др. К югу от этой залы расположена зала Греческого креста, так называемая по своей форме; здесь находятся саркофаги из красного порфира св. Елены и Констанции.
Отсюда выходят на внутреннюю главную лестницу музея, построенную Симонети и украшенную 30 колоннами из красного гранита и двумя из черного порфира. Эта же лестница ведёт в Египетский музей, основанный Пием VII, и на второй этаж, где находится галерея Канделябр и Этрусский музей, основанный Григорием XVI и занимающий 13 зал, с богатейшим собранием древнеиталийских древностей.
Лестница музея выводит в сад della Pigna. В торцовой стене дворца устроена полукруглая ниша (архитектор Пирро Лигорио, 1560 год) с бронзовым римским фонтана в форме шишки (итал. Pigna) I веке, давшем название всему саду.

### Галереи Браманте и Браччо-Нуово
Северный конец восточной галереи Браманте и галерею Браччо-Нуово занимает музей Кьярамонти. Каждая сторона первой галереи разделена на 30 отделений, обставленных замечательным собранием статуй, бюстов и барельефов (Тиберий, Юлий Цезарь, Сон, Силен и др.; бюсты: Цицерона, Мария, Сципиона Африканского). В галерее Браччио-Нуово статуи: Августа, Клавдия, Тита, Еврипида, Демосфена, Минервы; бюсты: Марка Антония, Лепида, Адриана, Траяна. От галереи Киарамонте на юг, отделяясь одной решеткой, расположен музей Надписей (более 3000 памятников), основанный папой Пием VII.
В западной галерее Браманте помещаются следующие музеи и залы: 1) Музей светских предметов — собрание античной утвари из разных металлов, бронзовых статуэток идолов, драгоценных камней и резьбы на слоновой кости. 2) Музей священных предметов — собрание древней церковной утвари, найденной в катакомбах. 3) Кабинет папирусов. 4) Зала альдобрандинской свадьбы. 5) Зала византийских художников, в которой Григорий XVI поместил собрание картин от XIII и XIV вв. 6) Нумизматический кабинет.
Галерея Арацци на втором этаже западной галереи Браманте заключает в себе драгоценное собрание тканых ковров. В Италии их называли arazzi по главному центру производства шпалер в XV веке во французском городе Аррас. Знаменитые шпалеры «Деяния апостолов», вытканные по картонам Рафаэля для Сикстинской капеллы хранятся в отдельном зале Пинакотеки.

### Лоджии Рафаэля
В 1508 году Папа Юлий II поручил архитектору Донато Браманте построить галерею на втором этаже Апостольского дворца типа лоджии, с которой открывался бы вид на Вечный город и двор Бельведер. Архитектор начал работы, но в 1514 году скончался и строительство продолжил его племянник и помощник Рафаэль Санти. «Лоджии Рафаэля», как их стали называть со временем, в истории архитектуры приобрели значение канонического образца искусства римского классицизма начала XVI века. Своды, стены и пилястры в 1517—1519 годах расписывали ученики Рафаэля: Перино дель Вага, Джулио Романо, Джованни да Удине, Франческо Пенни. В каждой из 13 секций свода Рафаэль написал по 4 сюжетных композиции на темы Ветхого и Нового Заветов. Остальное пространство заполнено орнаментом гротеска на античные темы.